# 周幸
周幸（ちかゆき、生没年不詳）とは、江戸時代末期から明治時代にかけての浮世絵師。
豊原国周の門人。姓名不詳。周幸と称し慶応から明治の頃にかけて役者絵を描く。作品に大判錦絵「三座役者給金付」がある。